# Dirk Demeersman
Dirk Demeersman (Sint-Truiden, 15 de julio de 1964) es un jinete belga que compitió en la modalidad de salto ecuestre.
Ganó una medalla de bronce en el Campeonato Mundial de Saltos Ecuestres de 2010, en la prueba por equipos. Participó en tres Juegos Olímpicos de Verano, entre los años 1992 y 2012, ocupando el cuarto lugar en Atenas 2004, en la prueba individual.

## Palmarés internacional
| Campeonato Mundial | Campeonato Mundial         | Campeonato Mundial | Campeonato Mundial |
| Año                | Lugar                      | Medalla            | Categoría          |
| ------------------ | -------------------------- | ------------------ | ------------------ |
| 2010               | Lexington (Estados Unidos) | Medalla de bronce  | Por equipos        |